# ショートカット (Apple)
ショートカットは、iOSでの複数の操作などを自動化する機能。
Workflowの後継として、iOS 12、macOS Ventura、watchOS 7でAppleから初めてリリースされた。天気やニュースの確認や、アラーム、集中モードの設定など幅広い操作に対応している。
また、Google ChromeやTwitterなど他のデベロッパーアプリとも連携できる。なお、RSSの情報の取得や、URLエンコードなどプログラミング的な要素も用意されている。

## 概要
Siriにショートカット名を発音するか、「ショートカット」アプリで任意のショートカットを1回タップすることで実行される。なお、ショートカットは、共有でiCloudリンクやAirDropで近くのデバイスにショートカットを送ることができる。

## オートメーション
端末内でアクション(例:電源アダプタに接続した時)が起こった時に、自動的に中に組み込まれたアクションを実行する機能。また、個別に作ったショートカットをオートメーションで実行することもできる。

## ギャラリー
Appleから提供されているショートカットを追加して使うことができる。
- アクセシビリティのショートカット
- スターターショートカット
- Siriを活用する
- ウィジェットショートカット
- 共有シートのショートカット
- Apple Musicのショートカット
- 共有のためのショートカット

など、カテゴリにまとまっている。

## カスタマイズ
ショートカットのアイコンは、プリセットから選んだり(プリセットの場合、背景色を選択できる)、ショートカット内のアクションに関連するアイコンにすることで変えられる。また、名称変更も可能。